# Benjamin F. Tracy

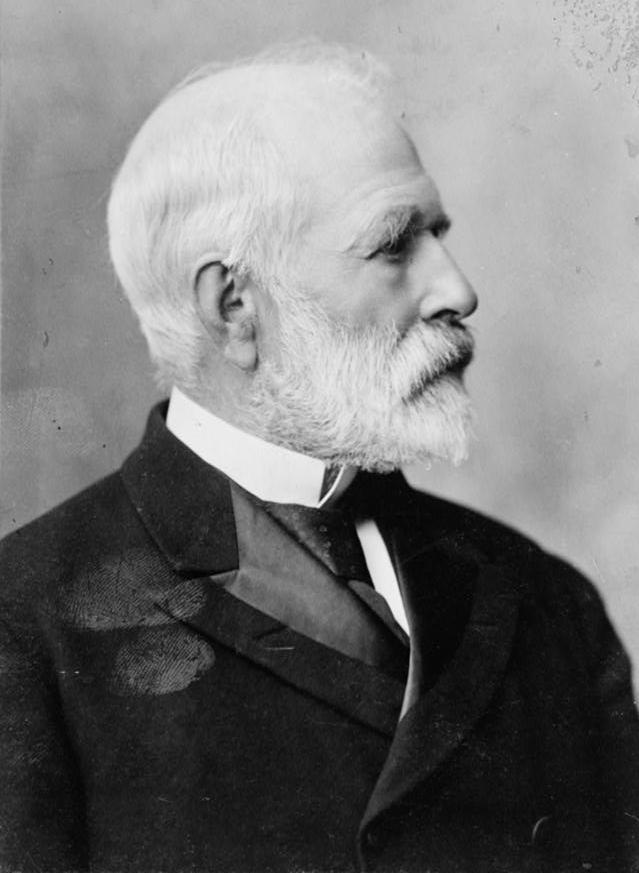
Benjamin F. Tracy

Benjamin Franklin Tracy (* 26. April 1830 in Apalachin, New York; † 6. August 1915 im Tioga County, New York) war ein US-amerikanischer Jurist und Politiker (Republikanische Partei), der dem Kabinett von Präsident Benjamin Harrison als Marineminister angehörte.

## Jurist und Armeeoffizier
Nach dem Studium der Rechtswissenschaften wurde Benjamin Tracy 1851 in die Anwaltskammer des Staates New York aufgenommen. Zwei Jahre später wurde er als Mitglied der Whigs zum Bezirksstaatsanwalt im Tioga County gewählt; bei der Wiederwahl im Jahr 1855 gehörte er bereits den Republikanern an, an deren Gründung in seinem County er sich zuvor beteiligt hatte. 1862 zog er als Abgeordneter in die New York State Assembly ein.
Während des Sezessionskrieges diente Tracy im Rang eines Brigadier General in der Unionsarmee und kommandierte das 109. Infanterieregiment aus New York. Für seinen Einsatz während der Schlacht in der Wilderness am 6. Mai 1864 wurde er mit der Medal of Honor ausgezeichnet. Nach dem Krieg wurde er wieder als Jurist tätig. Von 1866 bis 1877 war er als Nachfolger von Benjamin D. Silliman Bundesstaatsanwalt für den östlichen Distrikt von New York; zwischen 1881 und 1883 amtierte er als Richter am New York Court of Appeals, dem höchsten Gerichtshof des Staates.

## Politische Laufbahn
Nach dem Sieg der Republikaner bei der Präsidentschaftswahl 1888 berief ihn der neue Präsident Benjamin Harrison als Secretary of the Navy in sein Kabinett. Dort bemühte Tracy sich um eine umfassende Reform der Marine, die bereits vor dem Bürgerkrieg angestrebt worden, dann aber praktisch in Vergessenheit geraten war. Wie Präsident Harrison bevorzugte er eine auf Angriff ausgelegte Strategie der Marine, während die Verteidigung der Küsten keinen hohen Stellenwert bei ihm genoss. Ein Verbündeter bei den Plänen zur Schaffung der „New Navy“ war Konteradmiral Alfred Thayer Mahan, der Präsident des Naval War College, der mit seinem 1890 veröffentlichten Buch The Influence of Sea Power upon History die moderne US-Navy-Doktrin der Seeüberlegenheit begründete.

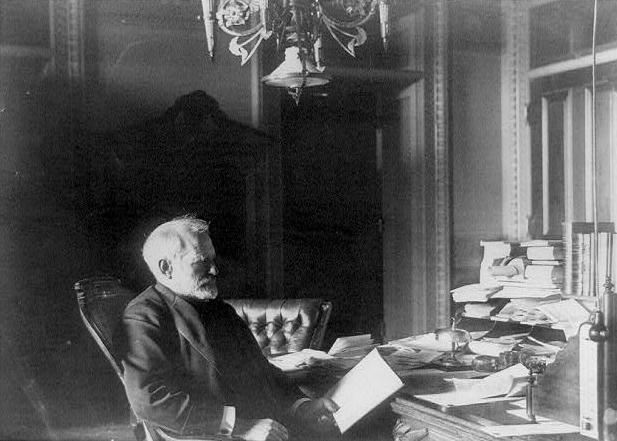
Marineminister Tracy in seinem Büro

Tracy förderte auch den Bau moderner Kriegsschiffe. Am 30. Juni 1890 verabschiedete der Kongress die Navy Bill, als deren Folge zunächst die drei Schlachtschiffe Indiana (BB-1), Massachusetts (BB-2) und Oregon (BB-3) in Dienst gingen; die Iowa (BB-4) folgte zwei Jahre später.
Nach Harrisons Niederlage bei der Präsidentschaftswahl 1892 schied auch Benjamin Tracy am 4. März 1893 aus der Regierung aus. Er arbeitete wieder als Anwalt und brachte 1896 Theodore Roosevelt, den Leiter der Polizeibehörde von New York City, gegen sich auf, als er New Yorks Polizeichef Andrew Parker gegen dessen Vorwürfe der Pflichtvergessenheit und Inkompetenz verteidigte. Außerdem wirkte er als Vermittler bei einem Grenzkonflikt zwischen Venezuela und Großbritannien.
1897 kehrte Tracy noch einmal ins politische Geschehen zurück, als er sich um das Amt des Bürgermeisters von New York City bewarb. Mit 19,5 Prozent der Stimmen belegte er jedoch nur den dritten Platz hinter dem siegreichen Demokraten Robert Anderson Van Wyck sowie Seth Low von der Citizens Union. Er beschränkte sich danach auf seine juristische Tätigkeit und starb im Jahr 1915 auf seiner Farm im Tioga County.
Der im Zweiten Weltkrieg eingesetzte Zerstörer USS Tracy (DD-214) wurde nach dem ehemaligen Marineminister benannt.